# رایان آستین (بازیکن فوتبال)
رایان آستین (انگلیسی: Ryan Austin؛ زادهٔ ۱۵ نوامبر ۱۹۸۴) بازیکن فوتبال اهل بریتانیا است.
از باشگاه‌هایی که در آن بازی کرده‌است می‌توان به باشگاه فوتبال کرو آلکساندرا، باشگاه فوتبال برتون آلبیون، باشگاه فوتبال کیدرمینستر هاریرس، و باشگاه فوتبال براکلی تاون اشاره کرد.
وی همچنین در تیم ملی فوتبال England C بازی کرده‌است.